# Surbourg
Surbourg (Duits: Surburg) is een gemeente in het Franse departement Bas-Rhin (regio Grand Est). De gemeente maakt deel uit van het kanton Wissembourg in het arrondissement Haguenau-Wissembourg. Surbourg telde op 1 januari 2022 1.718 inwoners.

## Geschiedenis
Surbourg behoorde tot het kanton Soultz-sous-Forêts in het arrondissement Wissembourg, tot deze op 1 januari 2015 werden opgeheven en de gemeente werd ingedeeld in het kanton Wissembourg in het arrondissement Haguenau-Wissembourg.

## Geografie
De oppervlakte van Surbourg bedroeg op 1 januari 2022 10,46 vierkante kilometer; de bevolkingsdichtheid was toen 164,2 inwoners per km². 

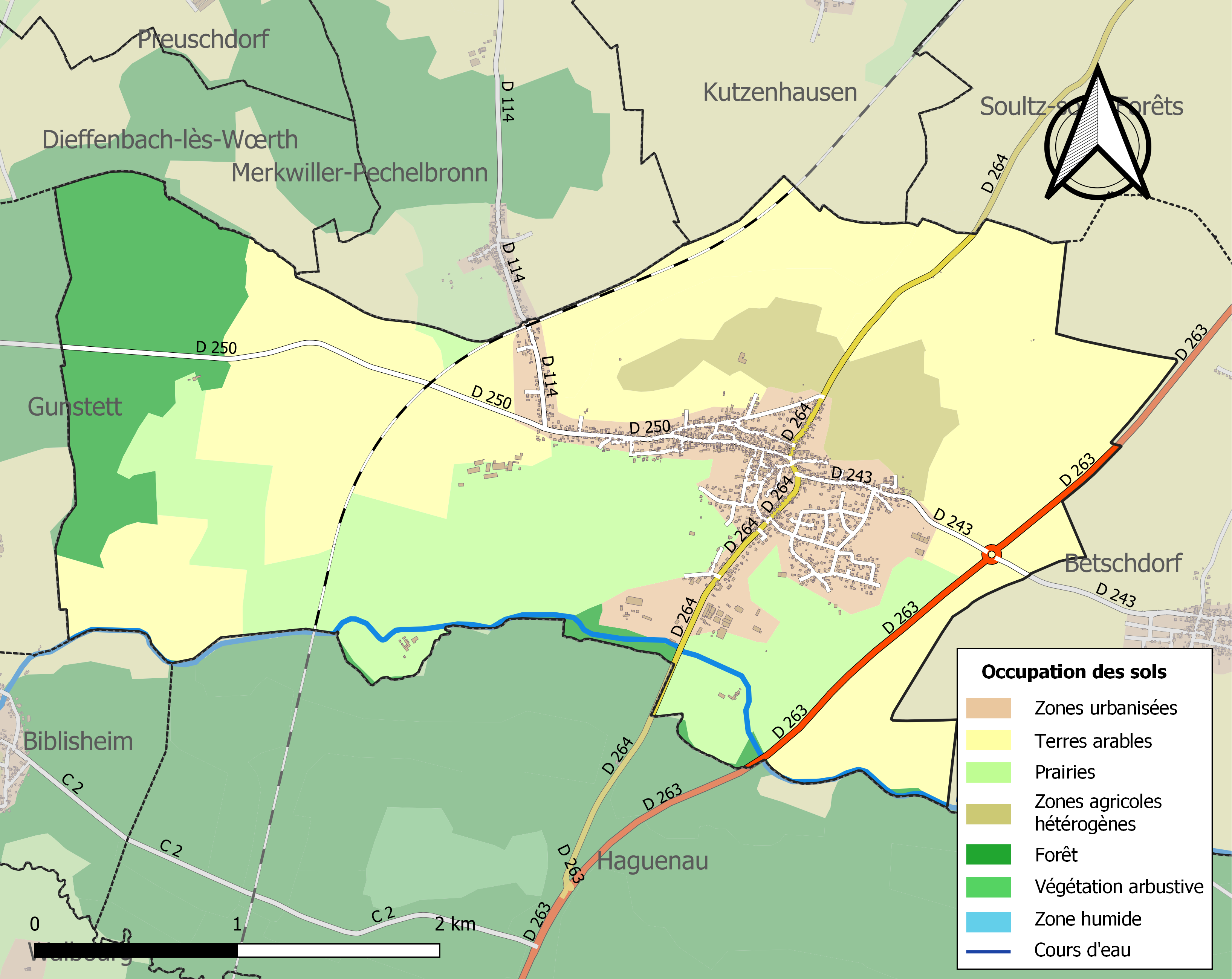
Kaart van de gemeente met de belangrijkste infrastructuur, bodemgebruik en omliggende gemeenten

## Demografie
Onderstaande figuur toont het verloop van het inwonertal (bron: INSEE-tellingen).

## Verkeer en vervoer
In de gemeente staat het spoorwegstation Hoelschloch.